# André Rossignol
André Rossignol (Párizs, 1890. augusztus 9. – Párizs, 1960. december 5.) francia autóversenyző, a Le Mans-i 24 órás autóverseny kétszeres győztese.

## Pályafutása
1923-ban honfitársával, Gérard de Courcelles-el részt vett az első Le Mans-i 24 órás autóversenyen. Az egynapos futamon André és Gérard a nyolcadik helyen ért célba, és 3400 köbcentiméteres Lorraine-Dietrich tipusú autójukkal megszerezték a 3001 és 5000 cm³ közötti autók számára kiírt kategória győzelmét. Az ezt követő két évben is Gérard-al indult a futamon. 1924-ben harmadikok lettek, az 1925-ös versenyen pedig győzelmet arattak. 1926-ban már Robert Bloch-al állt rajthoz. Rossignol ezúttal is első lett, megelőzve korábbi váltótársát Gérardot, aki Marcel Mongin-al a második lett. 
Rajthoz állt az 1928-as versenyen is. Ekkor már a Chrysler gyár autójával szerepelt. Társával, Henri Stoffel-el végül a harmadik helyen értek célba.

## Eredményei

### Le Mans-i 24 órás autóverseny
| Év   | Csapat                   | Autó                   | Csapattárs           | Helyezés |
| ---- | ------------------------ | ---------------------- | -------------------- | -------- |
| 1923 | La Lorraine              | Lorraine-Dietrich B3-6 | Gérard de Courcelles | 8.       |
| 1924 | Lorraine-Dietrich et Cie | Lorraine-Dietrich B3-6 | Gérard de Courcelles | 3.       |
| 1925 | Lorraine-Dietrich et Cie | Lorraine-Dietrich B3-6 | Gérard de Courcelles | Győzelem |
| 1926 | Lorraine-Dietrich et Cie | Lorraine-Dietrich B3-6 | Robert Bloch         | Győzelem |
| 1928 | Chrysler France          | Chrysler 72 Six        | Henri Stoffel        | 3.       |

## Fordítás
- Ez a szócikk részben vagy egészben  az   André Rossignol című német Wikipédia-szócikk fordításán alapul.  Az eredeti cikk szerkesztőit annak laptörténete sorolja fel. Ez a jelzés csupán a megfogalmazás eredetét és a szerzői jogokat jelzi, nem szolgál a cikkben szereplő információk forrásmegjelöléseként.